# Бързия Чарли
„Бързия Чарли“ (на английски: Fast Charlie) е американски екшън трилър от 2023 г. на режисьора Филип Нойс по сценарий на Ричард Уенк, базиран на романа Gun Monkeys, написан от Виктор Гишлър през 2001 г. Във филма участват Пиърс Броснан, Джеймс Каан (в неговата последна филмова поява) и Морена Бакарин. Гала премиерата се състои във филмовия фестивал Mill Valley на 7 октомври 2023 г. Филмът излиза по различните кина и видео по поръчка на 8 декември 2023 г.

## Актьорски състав
- Пиърс Броснан – Чарли Суифт
- Морена Бакарин – Марси Креймър
- Джеймс Каан – Стън Мълън
- Гбенга Акиннагбе – Беджар
- Кристофър Матю Кук – Лойд Меркюри „Откачалката“
- Дейвид Чатам – Милт
- Тоби Хъс – Бени
- Фредрик Лене – Сал
- Шарън Глес – Мейвис
- Бренън Кийл Кук – Блейд
- Сюзън Галахър – Селин
- Линдзи Смит – Жизел
- Дейвид Калауей – Рони
- Стивън Луис Гръш – Гоут
- Джаред Бенкънс – Стоун Колд
- Джейкъб Гродник – Поли

## Производство
Кевин Костнър и Брайън Кранстън изпитваха интерес към участието си във филма, но не се събраха, докато Пиърс Броснан бе избран за главната роля. През март 2022 г. Джеймс Каан и Морена Бакарин се присъединиха към актьорския състав.
Снимките започват през април 2022 г. в Ню Орлиънс.
„Бързия Чарли“ е последният филм с участието на Джеймс Каан, който почина на 6 юли 2022 г. В същия месец, Бронсан публикува снимките на Каан зад кулисите.

## Премиера
Гала премиерата на филма се състои във филмовия фестивал Mill Valley на 7 октомври 2023 г., докато филмът излиза по кината и във видео по поръчка на 8 декември 2023 г. от Vertical Entertainment.

## В България
В България филмът излиза по кината на 2 февруари 2024 г. от „Александра Филмс“.